# Spontano ljudsko izgaranje
Spontano ljudsko izgaranje, spontano ljudsko sagorijevanje ili samozapaljenje (eng. Spontaneous human combustion, kratica SHC), pojam kojim se objašnjavaju neobične smrti nastale zapaljenjem ljudi i izgaranjem vatrom bez očitog vanjskog uzroka. Neobičnost ovog fenomena ogleda se u činjenici da tijelo koje izgara ne širi plamen ni na što drugo oko sebe.

## Povijest fenomena spontanog izgaranja
Jedan od prvih poznatih slučajeva spontanog ljudskog izgaranja dogodio se 1731. godine u Veroni. Grofica Cornelia Bandi nađena je mrtva u postelji, više od polovice tijela bilo joj je pretvoreno u pepeo, a istražitelji nisu uspjeli pronaći uzrok zapaljenja. Sličan događaj dogodio se i početkom 20. stoljeća u Whitley Bayju u sjevernoj Engleskoj kada je pronađeno spaljeno tijelo Wilhelmine Dewar, a mrtvozornička služba ni ovoga puta nije uspjela objasniti uzrok smrti. Presudan događaj koji je potaknuo istraživanje ovog neobičnog fenomena bio je slučaj Mary Reeser iz St. Petersburga na Floridi čije je tijelo izgorjelo pretvorivši se u pepeo, a samo su joj udovi ostali netaknuti, dok je šteta na pokućstvu oko nje bila minimalna.
Jedan od najpoznatijih slučajeva bila je smrt umirovljenog liječnika J. Irvinga Bentleyja iz američke savezne države Pennsylvanije koji je umro 5. prosinca 1966. godine. Pronađen je samo dio njegove noge u kupaonici i hrpa pepela. Pod kupaonice oko ostataka tijela bio je izgoren, ali vatra nije takla ništa drugo.

## Moguća objašnjenja fenomena
Pojedine hipoteze objašnjavaju kako se može izazvati fenomen SHC-a bez izvanjskog izvora vatre, dok druge tvrde slučajevi koji se doimaju kao spontano samozapaljenje zapravo imaju vanjski izvor zapaljenja. Po mišljenju protivnika teorije spontanog samozapaljenja, mogući uzroci zapaljenja su cigarete i alkoholizam, jer alkolizam može uzrokovati ketozu, odnosno pretvaranje masti u tijelu u masne kiseline, koja proizvodi zapaljivi aceton. Po jednoj teoriji spontano samozapaljenje može nastati zbog skupljanja statičkog elektriciteta u tijelu ili pak geomagnetskih sila na tijelu. Američki pseudoznanstvenik Larry E. Arnold smatra da je glavni uzrok samozapaljenju nova subatomska čestica koju on naziva "pyroton", a za koju smatra da u sudaru s ljudskom stanicom izaziva spontano samozapaljenje.